# Janus Cypryjski
Janus Cypryjski (ur. 1375 w Genui, zm. 29 czerwca 1432) – król Cypru, Armenii i pretendent do tronu Jerozolimy.

## Życiorys
Urodził się w Genui, gdzie jego ojciec Jakub I Cypryjski przebywał jako jeniec. Jego matka, Helvis Brunswick-Grubenhagen nadała mu imię legendarnego założyciela Genui, boga Janusa. Na Cypr przybył wykupiony przez ojca w październiku 1392 r. Po śmierci ojca, 9 września 1398 r., Janus został królem Cypru i Małej Armenii oraz pretendentem do tronu Jerozolimy. Formalna koronacja miała miejsce w katedrze Mądrości Bożej w Nikozji 11 listopada 1398 r. Po objęciu władzy zdecydował się odzyskać Famagustę, stary cypryjski port będący wówczas pod panowaniem Genui. Ponieważ administrator Famagusty Antonio de Karko był ojcem chrzestnym Janusa, król spróbował odzyskać miasto pokojowo. Ostatecznie jednak spisek się nie udał, gdyż genueńczycy mający przekazać Famagustę Cyprowi zdradzili.
W kolejnych latach Janus próbował odzyskać nie tylko Famagustę, ale i Kyrenię. W 1403 r. próbował zbrojnie wyprzeć wojska genueńskie z cypryjskich portów, ale poniósł porażkę. Dwa lata później Cypr nawiedziła epidemia, podczas której zmarła żona Janusa, Szarlotta. W tym samym czasie król musiał stawiać czoła najazdom tureckim. W 1424 r. uderzyli oni na Limmasol, a rok później na Famagustę i Larnakę. W lecie 1426 r. mamelucy dokonali inwazji na Cypr. Trzytysięczna armia islamska prowadzona była przez Tangrivera Mohameda. Janus zebrał armię i ruszył na odsiecz twierdzy Limmasol. Jednocześnie poprosił o pomoc Wenecję. Ta jednak odmówiła, nie chcąc niszczyć sobie kontaktów z państwami arabskimi. Podczas bitwy pod Chirokitią 7 lipca 1426 r. Cypryjczycy ponieśli klęskę, Janus dostał się do niewoli i dopiero po dziesięciu miesiącach został wykupiony przez swojego brata. Tymczasem mamelucy spalili stolicę państwa Nikozję, zmusili króla do płacenia trybutu, po czym wycofali się z wyspy. 
W marcu 1432 r. do Wiślicy dotarło poselstwo wysłane przez Janusa liczące ponad 200 osób, na czele którym stanął Baldwin de Noris, marszałek Jerozolimy. Poselstwo zostało gorąco przyjęte przez ówczesnego władcę polskiego, Władysława Jagiełły. W imieniu swojego władcy, Baldwin de Noris przekazał prośbę skierowaną do Władysława Jagiełły, prosząc o udzielnie pożyczki w wysokości 200 tys. florenów, dzięki której Janus mógłby zaciągnąć wojsko i odzyskać niezależność od mameluków, w zamian, oferując władcy polskiemu królestwo Cypru. Aby przypieczętować porozumienie, król Janus prosił, aby jego syn, Jan, poślubił córkę Jagiełły, Jadwigę. Propozycja władcy Cypru została odrzucona przez władcy Polski, ponieważ Jagiełło był zajęty walką z Tatarami, i także problemami na Litwie, a poza tym, jego córka, Jadwiga, zmarła dawno temu.
Król Janus zmarł 29 czerwca 1432 r.

## Rodzina
W styczniu 1400 r. poślubił Angelę (zm. 1439), córkę Barnaby Viscontiego, władcy Mediolanu. W 1408 r. małżeństwo zostało jednak anulowane. Trzy lata później Janus ożenił się z Szarlottą Burbon, córką Jana I, hrabiego La Marche i Katarzyny Vendome. Małżeństwo to przerwała śmierć żony podczas zarazy. Z drugą żoną Janus doczekał się sześciorga dzieci:
- Jana II, kolejnego króla Cypru,
- Jakuba (zm. 1426),
- Annę, żonę Ludwika Sabaudzkiego,
- Marię (zm. 1437),
- nienazwane bliźnięta (ur. i zm. 1415).

Janus miał także troje dzieci z nieprawego łoża:
- Alojzego (ur. 1408, zm. 1431),
- Guja (zm. 1433),
- nieznaną z imienia córkę, żonę admirała Garcerana de los Cernadilla.